# Uniwersytet Południowego Queenslandu
Uniwersytet Południowego Queenslandu (ang. University of Southern Queensland) – australijska uczelnia państwowa znajdująca się w Toowoombie. 
Powstała w 1967 jako Queensland Institute of Technology (Darling Downs). W 1992, po dwóch przekształceniach i zmianach nazwy w międzyczasie (na Darling Downs Institute of Advanced Education w 1971 i University College of Southern Queensland w 1990), uzyskała status uniwersytetu i obecną nazwę. Kształci 27 tysięcy studentów i zatrudnia 1400 pracowników naukowych. 

## Struktura
Uniwersytet dzieli się na dwa wydziały:
- Wydział Przedsiębiorczości, Pedagogiki, Prawa i Sztuki
- Wydział Zdrowia, Inżynierii i Nauk Ścisłych.